# Depressaria lacticapitella
Depressaria lacticapitella is een vlinder uit de familie grasmineermotten (Elachistidae). De wetenschappelijke naam is voor het eerst geldig gepubliceerd in 1942 door Klimesch.
De soort komt voor in Europa.